# Quesera

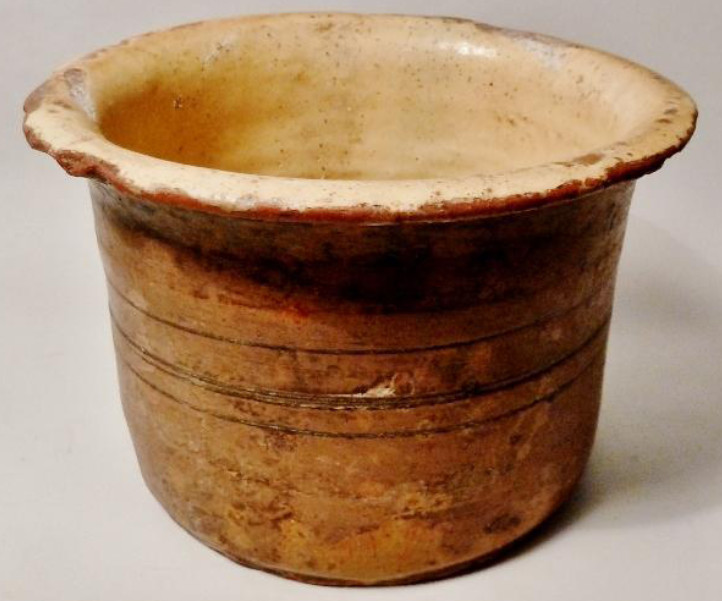
Quesera (recipiente de barro vidriado para conservar el queso). Altura 12 cm. Producida en Castrojeriz (Burgos). Alfarería tradicional del España.

El término quesera alude a un recipiente cerámico para el queso y también el lugar en donde se fabrican quesos y la industria correspondiente.  De variada tipología y morfología, la quesera pudo tener su origen en el uso como molde o contenedor para la fabricación y conservación de derivados lácteos. A lo largo de los siglos se ha fabricado en barro, madera, mimbre u otros materiales. Puede ir acompañada de un plato y en muchos casos presenta un cuerpo acampanado o cilíndrico con dos asas en vasos que llegan a alcanzar los 50 cm.

## Tipos
Entre el ajuar alfarero llega a confundirse en ocasiones y según focos geográficos con otros objetos relacionados con la industria lechera, como la encella para el cuajo del requesón, con las diversas orzas para la conservación de queso en aceite, o queseras similares a cazuelas con tapa.
También se relaciona con diversos recipientes o vasos catalogados en arqueología por su supuesto uso relacionado con la elaboración del queso. En la Península ibérica se ha documentado la existencia de ejemplares de tipología similar y del mismo periodo en distintos yacimientos arqueológicos.
Entre la producción tradicional del Norte de España pueden destacarse, por su valor etnográfico-antropológico, las «queiseiras» o moldes para queso tradicionales de la alfarería negra de Llamas del Mouro (concejo de Cangas de Narcea) o las «embernías», barreños vidriados usados en el norte de la provincia de Palencia "para dejar la leche al relente produciendo una espesa costra de nata"; y ya en el Archipiélago Canario, los tofios o «tabajostes» majoreros para recoger la leche del ordeño del ganado caprino.